# Institut für Physik der Atmosphäre
Das Institut für Physik der Atmosphäre ist ein Forschungsinstitut des Deutschen Zentrums für Luft- und Raumfahrt e. V. (DLR) am Forschungsstandort Oberpfaffenhofen.
Das Institut erforscht mit seinen etwa 140 Mitarbeitern die Physik und die Chemie der Atmosphäre vom Erdboden bis in die Mesosphäre (Meteorologie und Luftchemie). Die Kenntnis der dort ablaufenden dynamischen, wolkenphysikalischen und chemischen Prozesse ist Grundlage für vielfältige Anwendungen in der Luft- und Raumfahrt. Sowohl auf regionaler wie auf der globalen Skala werden die maßgeblichen Mechanismen und Veränderungen in der Atmosphäre mit Fernerkundung, Messflugzeugen und
Rechenmodellen quantifiziert und systematisch untersucht. Ein Schwerpunkt liegt in der Erforschung der Auswirkungen der Verkehrsemissionen auf die Zusammensetzung der Atmosphäre und auf das Klima.
Institutsdirektor ist seit dem 1. Juli 2012 Markus Rapp.
An der Universität Mainz gibt es ein gleichnamiges Institut.

## Abteilungen
- Erdsystem-Modellierung
- Atmosphärische Spurenstoffe
- Fernerkundung der Atmosphäre
- Verkehrsmeteorologie
- Lidar